# Rubén Ávalos Barrera
Rubén Ávalos Barrera (Igualada, Barcelona, España, 12 de septiembre de 1987) es un árbitro de fútbol español. Pertenece al Comité de Árbitros de Cataluña

## Temporadas
| Categoría          | País   | Años              | Partidos |
| ------------------ | ------ | ----------------- | -------- |
| Segunda División B | España | 2013 - 2018       | 66       |
| Segunda División   | España | 2018 - Actualidad | 133      |